# Howard Logan Hildebrandt
Howard Logan Hildebrandt (* 1872 in Allegheny, Pennsylvania; † 1958 in Stamford, Connecticut) war ein US-amerikanischer Maler.

## Leben
Howard Logan Hildebrandt wurde in Allegheny geboren, das heute ein Stadtteil von Pittsburgh ist. Sein künstlerisches Talent, insbesondere sein Interesse an der Darstellung von Menschen, zeigte sich bereits in jungen Jahren. Er erhielt seine Ausbildung an der National Academy of Design in New York sowie an der Académie Julian in Paris, wo er bei Benjamin-Constant und Jean-Paul Laurens studierte. Darüber hinaus war er einer der wenigen ausländischen Studenten, die regulär als Élevé an der École des Beaux-Arts aufgenommen wurden. Den Großteil seiner beruflichen Laufbahn verbrachte er in Pittsburgh und New York, wo er 1902 die amerikanische Miniaturmalerin Cornelia Ellis heiratete. Das Paar lebte später in New Canaan, Connecticut, wo beide ihre letzten Lebensjahre verbrachten. Nach seinem Tod im Jahr 1958 verstarb Cornelia vier Jahre später im Alter von 85 Jahren.
Howard Hildebrandt war ein frühes Mitglied der Künstlergruppe Silvermine Art Colony (auch bekannt als „The Knockers“, aktiv von 1908 bis 1922), die in der Region Silvermine in Connecticut tätig war. Im Laufe seiner Karriere wurde er mehrfach ausgezeichnet, unter anderem mit dem Evans Prize, dem First Honor der Associated Artists of Pittsburgh, der Brown-Bigelow-Goldmedaille der Allied Artists of America sowie dem Purchase Prize des Salmagundi Clubs.

## Werk
Howard Hildebrandt etablierte sich als gefragter Porträtist im akademischen und wirtschaftlichen Milieu und erhielt zahlreiche Aufträge von Führungskräften akademischer Institutionen und Unternehmen. Neben Porträts schuf er Genrebilder, Stillleben, Landschaften und Bildnisse, darunter Szenen wie Cleaning Fish (um 1908, Indianapolis Museum of Art) sowie Akt- und Familiendarstellungen. Sein Stil zeichnet sich durch impressionistische Züge, eine warme Farbgebung, eine sorgfältige Ausführung und ein realistisches Detailbewusstsein aus. Er legte großen Wert auf die Ausarbeitung der Hintergründe seiner Porträtgemälde, da diese für ihn einen integralen Bestandteil der Darstellung der Porträtierten bildeten. Seine Werke wurden regelmäßig auf Auktionen angeboten und befinden sich unter anderem in den Sammlungen des Butler Art Institute und des Pennsylvania State College.